# Abud Qanbar
Abboud Qanbar (Árabe: ‎ عبود قنبر nacido en 1945 en Mesena, Irak), también conocido como Abu Haidar, es un general iraquí.  El 13 de enero de 2007, fue nombrado por el primer ministro Nouri Maliki como comandante del Comando de operaciones de Bagdad, el cual controla todas las fuerzas de seguridad iraquíes y está encargado de mantener la seguridad en la capital. Su jefe personal es el mayor general Hassan, y su jefes de planes es el coronel Abd Alamir. Él proviene de Amara, ubicada al sur de Irak.
Qanbar fue comandante en la armada durante la dictadura de Saddam Hussein, y participó en la Guerra Irán-Irak de 1980-88, y la guerra en Kuwait en 1990-91. En el último, comandó un batallón en la isla kuwaití de Failaka, y fue tomado prisionero por marines de EE. UU.. Fue general brigadier de la armada durante la Guerra del Golfo. Después de ser capturado en Failaka, fue brevemente transferido a Arabia Saudita antes de su liberación. A pesar de ser capturado por el ejército estadounidense, Qanbar fue condecorado después por Saddam para su valentía en defensa de la isla. Después de la guerra, Qanbar fue enviado a Basra, pero estuvo excluido de nuevas órdenes después de negarse a detener la revuelta chiitas de 1991.

Fue nombrado por el primer ministro iraquí Nuri al Maliki para dirigir las  medidas severas de Bagdad en febrero del 2007, aunque fue considerado un agente relativamente desconocido. Qanbar estuvo comprometido en las elecciones después de que el ejército de los EE. UU. rechazarán la primera elección de Maliki, Mohan al-Freiji. Qanbar anunció los detalles del nuevo plan de seguridad en la televisión iraquí en vivo el 13 de febrero.